# Niklasreuth

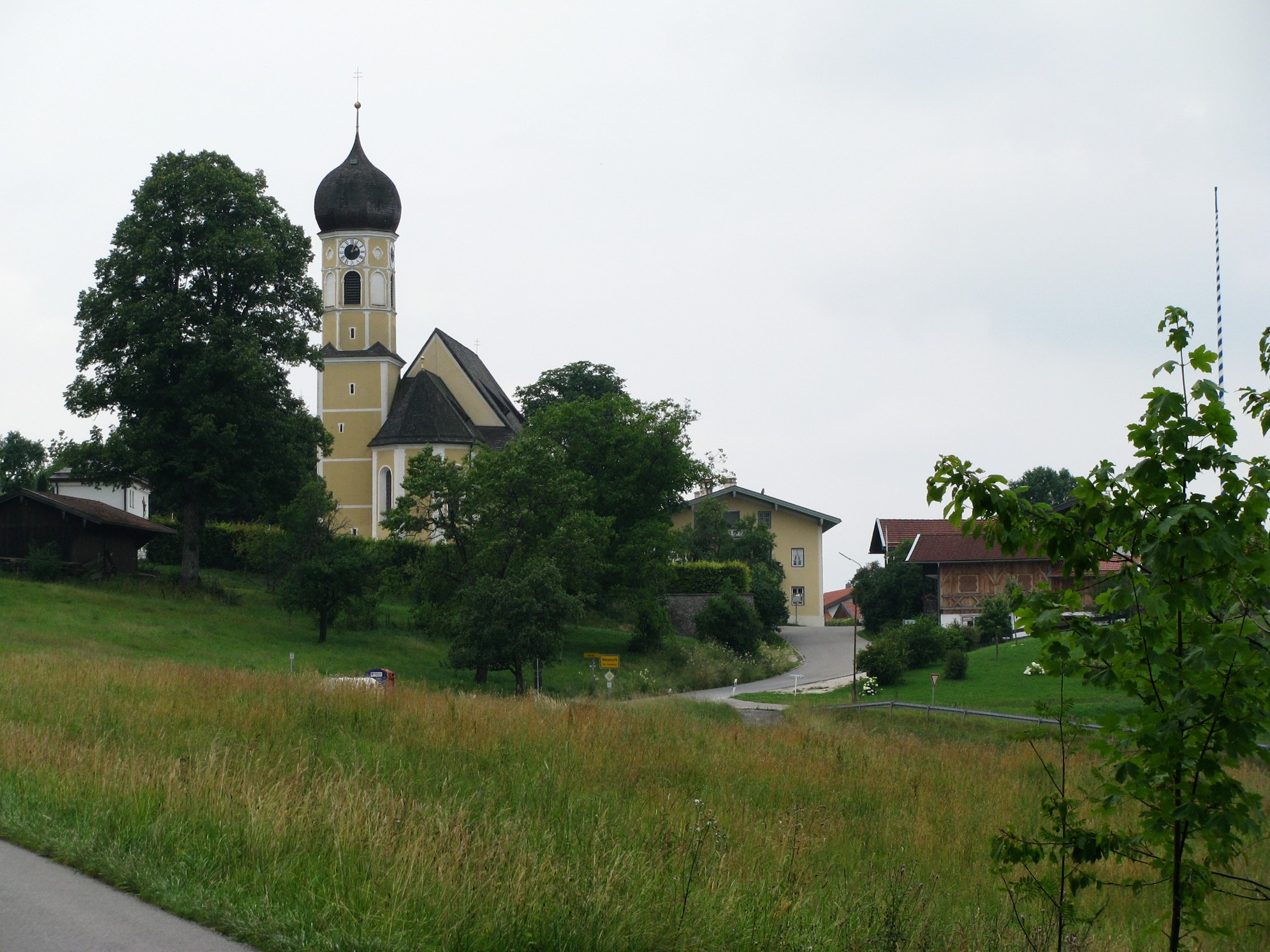
Östliche Ortseinfahrt und Pfarrkirche

Niklasreuth ist ein Ortsteil der oberbayerischen Gemeinde Irschenberg und eine Gemarkung im Landkreis Miesbach. Bis 1978 bestand die Gemeinde Niklasreuth.

## Geografie
Das Dorf Niklasreuth liegt am Nordwesthang des Auer Berges 763 m über dem Meeresspiegel im oberbayerischen Voralpenland. Jenseits des Höhenrückens befindet sich das Leitzachtal. Die Kreisstadt Miesbach im Westen liegt rund 8 km, das Moorbad Feilnbach im Osten rund 10 km entfernt.
Die Gemarkung Hochberg hat eine Gesamtfläche von 19,69 km². Das Gebiet der Gemarkung Niklasreuth entspricht etwa dem Gebiet der ehemaligen Gemeinde Niklasreuth.  Je ein Gemarkungsteil liegt im Gemeindegebiet von Fischbachau (Gemarkungsteil 0), Irschenberg (1) und Miesbach (2).

## Geschichte
Niklasreuth wird im Jahr 1315 als Reuth bezeichnet und sich auf eine Rodung im 11. oder 12. Jahrhundert beziehend das erste Mal erwähnt. Auf dieser Rodung wird der Mairhof durch einen Kuno von Route (Reut) gegründet. Sein Weggefährte Rudwan soll sich ebenfalls auf dieser Rodung niedergelassen haben. Der Bau der ersten Kirche in Niklasreuth ist nicht urkundlich belegt. Aus einem Bericht von Christoph Socher, Pfarrer von Irschenberg, geht aber hervor, dass der Kirchturm in Niklasreuth im Jahr 1605 bereits baufällig war. 1694 mit dem Bau der heutigen Kirche begonnen. Hierzu wurden 80 Klafter Tuff geschnitten. Am 14. August 1697 wurde die neu errichtete Kirche durch den Bischof von Freising geweiht.
1978 wird im Zuge der Gebietsreform in Bayern das Gebiet der Gemeinde Niklasreuth den Nachbarkommunen Fischbachau, Irschenberg und Miesbach angegliedert. Zur Gemeinde Fischbachau kamen Aigenthal, Effenstätt, Frauenried, Fülling, Gasteig, Granzer, Großhalmannseck, Großkirchberg, Grünberg, Kleinhalmannseck, Kleinkirchberg, Neuhäusler, Öd, Oppenried, Rank, Schönberger, Sonnenreuth, Tiefenthal, Untergasteig, Untergrünberg, Unteröd, Unterschönberg, Westengern und Western zur Gemeinde Irschenberg kamen Niklasreuth, Ahrain, Angl, Aschbach, Bach, Bichl, Briefer, Deining, Ehgarten, Eyergraben, Eyrain, Furt, Fußstall, Großhub, Großschönau, Grub, Grund, Grundbach, Harraß, Hatzl, Heißkistler, Hilgenrain, Hinterholz, Hofreuth, Kalten, Karrenhub, Kleinhub, Köck, Kolmberg, Kolmbergalm, Lehermann, Lengfeld, Loder, Moos, Moosweber, Neuradthal, Oberkretzach, Offenstätter, Poschanger, Radthal, Riedl, Schlosser, Sinnetsbichl, Starzberg, Streitau, Unterfußthal, Unterkretzach, Unterschönau, Wartbichl, Wiedmann, Wieser, Windwart und Zieglhaus und in die Stadt Miesbach eingegliedert wurden Leitzach und Unterwartbichl.

## Persönlichkeiten
- Balthasar von Daller (1835–1911), katholischer Geistlicher, Lehrer und Abgeordneter
- Kathi Kobus (1854–1929), Münchner Gastronomin